# منتخب لاتفيا لكرة الصالات
منتخب لاتفيا الوطني لكرة قدم الصالات (باللاتفية: Latvijas telpu futbola izlase)‏ هو ممثل لاتفيا الرسمي في المنافسات الدولية في كرة الصالات .